# 相模原市民ギャラリー
相模原市民ギャラリー（さがみはらしみんギャラリー）は、JR相模原駅ビル4階にある相模原市立の博物館類似施設である。

## 施設
- 第1展示室
- 第2展示室
- 第3展示室
- 会議室
- 美術資料コーナー
- アート・スポット

## 所在地
- 〒252-0231 相模原市中央区相模原1-1-3　JR相模原駅ビル4階

## 交通
- JR相模原駅ビル内